# Kongobatha diademata
Kongobatha diademata är en bönsyrseart som beskrevs av Morgan Hebard 1920. Kongobatha diademata ingår i släktet Kongobatha och familjen Iridopterygidae. Inga underarter finns listade i Catalogue of Life.